# 曼坤天诺寺

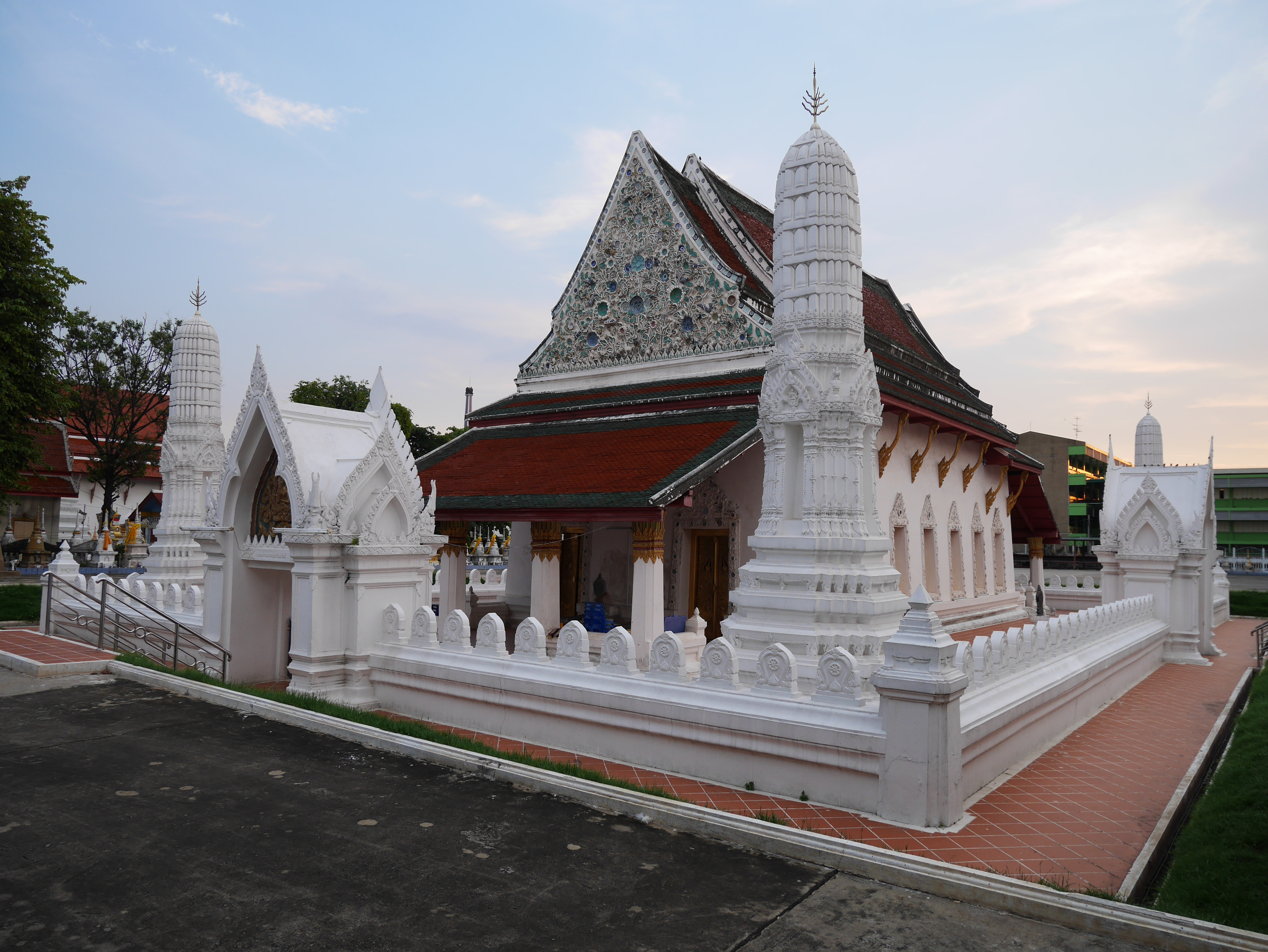

曼坤天诺寺是位于泰国曼谷宗通县拉玛二世路，始建于1703年左右（阿瑜陀耶王国时期），毗邻曼坤天运河、曼坤天奈寺及空丹运河。